# Yasmany López
Yasmany López Escalante es un exfutbolista cubano que jugó como mediocampista en el club FC Ciego de Ávila y en la Selección de fútbol de Cuba. Marcó un solo gol con la camiseta cubana. Su retiro se da en el 2019 luego de desertar de la Selección de Fútbol de Cuba mientras disputaban la fase de grupos de la Copa Oro 2019.

## Carrera
Yasmany López jugó en dos clubes de Cuba empezó su carrera deportiva en el año 2011 en el club FC Villa Clara, donde lograron salir campeones locales en 2012 y 2013. En 2015 es traspasado al FC Ciego de Ávila, donde finalizó su carrera en el año 2019.

## Clubes
| Club              | Años        | Títulos |
| ----------------- | ----------- | ------- |
| FC Villa Clara    | 2011 - 2014 | 2       |
| FC Ciego de Ávila | 2015 - 2019 | –       |

## Selección cubana
Yasmany López es convocado por primera vez para disputar la Copa de Oro 2013 en su primer debut perdieron 3:0 con Costa Rica en segundo partido volvieron perder 4:1 con Estados Unidos en su último partido tuvieron que vencer a Belice por 4:0 con el doblete de Ariel Martínez pasando con lo justo a los cuartos de final donde pierden con Panamá por 6:1 quedando eliminados de la competición. Después de un año participa en la Copa del Caribe de 2014 donde logran llegar las Semifinales en esta competición marca su primer gol con Cuba que fue un partido donde vencieron a Curazao por 3:2. Después es devuelta convocado para la Copa de Oro 2015 donde en su debut reciben una goleada de 6:0 frente a México en segundo encuentro pierden 2:0 con Trinidad y Tobago en su último partido logran vencer por 1:0 a Guatemala logrando pasar con lo justo a los cuartos de final donde en dicha etapa reciben otra goleada de 6:0 en esta ocasión frente al anfitrión Estados Unidos,
En 2016 participan de la Copa del Caribe de 2016 donde logran vencer 2:1 a Bermudas y después son derrotados 3:0 por Guayana Francesa pero no lograron pasar a la Segunda Ronda por diferencia de goles y ni tampoco pudiendo clasificar a la Copa de Oro de 2017.
Su retiro del fútbol se da precisamente mientras representaba a la selección cubana en Estados Unidos, cuando la noche del 18 de junio escapa del hotel de concentración para desertar y buscar establecerse en aquella nación.

## Participación en torneos internacionales
| Torneo                          | Resultado        |
| ------------------------------- | ---------------- |
| Copa de Oro de la Concacaf 2013 | Cuartos de final |
| Copa del Caribe de 2014         | Semifinales      |
| Copa de Oro de la Concacaf 2015 | Cuartos de final |
| Copa del Caribe de 2016         | Fase preliminar  |